# Trichostylum flavum
Trichostylum flavum är en tvåvingeart som beskrevs av Barraclough 1992. Trichostylum flavum ingår i släktet Trichostylum och familjen parasitflugor. Inga underarter finns listade i Catalogue of Life.